# Amber Stachowski
Amber Val Stachowski (Mission Viejo, 14 marzo 1983) è un'ex pallanuotista statunitense, vincitrice di una medaglia di bronzo ai giochi olimpici di Atene 2004.